# اتفاقية مشاركة الأجانب في الحياة العامة على المستوى المحلي
اتفاقية مشاركة الأجانب في الحياة العامة على المستوى المحلي عبارة عن معاهدة مجلس أوروبا تم اعتمادها في عام 1992. وهي تمنح الأجانب حق التصويت في الانتخابات المحلية، شريطة أن يفوا بنفس المتطلبات القانونية التي تطبق على المواطنين، وأن يكونوا سكانًا في الدولة المعنية بصورة قانونية واعتيادية لمدة 5 سنوات تسبق الانتخابات. ودخلت الاتفاقية حيز النفاذ في عام 1997، بعد التصديق الرابع. واعتبارا من عام 2013، تم التصديق على الاتفاقية من قبل الدول الأعضاء الثماني. ووقعت خمس دول أخرى على الاتفاقية، ولكن لم تصدق عليها بعد.

## وصلات خارجية
- Text of the Convention